# Corsario Negro
Die Corsario Negro war ein 1967 gebautes deutsch-amerikanisches Tragflügelboot mit voll getauchten Tragflügeln für 88 Passagiere und mit einer Vermessung von 83 BRT, 16 tdw, Länge von 22,60 Metern und Geschwindigkeit von 50 Knoten.
Sie wurde als Baunummer 6192 der Hamburger Werft Blohm + Voss nach dem Entwurf von Grumman Aircraft gebaut. Der Aluminiumrumpf entstand 1966 im Unterauftrag bei der Werft Abeking & Rasmussen in Lemwerder. Das Boot des Typs Typ Dolphin war die zivile Vorgängerversion des späteren Marinetyps Flagstaff. Das Tragflügelboot wurde zunächst von der Reederei „Marítima Antares“ zwischen den Kanarischen Inseln und ab 1969 als Gulf Streak zwischen den Bahamas eingesetzt. 1970 übernahm die US Navy das Schiff, um es auszuschlachten.
Die Antriebsleistung von 3600 PS wurde durch eine Rolls-Royce-Proteus-Gasturbine erzeugt. Das Boot war nicht selbsstabilisierend ausgelegt – die Stabilisierung erfolgte automatisch über eine frühe Form einer Rechnersteuerung. Der Bau eines zweiten Bootes des Typs wurde noch begonnen aber angesichts des wirtschaftlichen Misserfolgs des Typschiffs eingestellt.

## Einzelbelege
1. ↑  Klaus aus dem Garten: Abeking & Rasmussen. Eine Weserwerft im Spiegel des 20. Jahrhunderts, Bremen, 1998, S. 179/180.
2. ↑  Hansjörg Klante: Die Zeitgeschichte der Automation, In: 100 Jahre Schiffbautechnische Gesellschaft, Springer-Verlag, Berlin, S. 468ff, ISBN 3-540-41670-6